# ヴァレクストラ
ヴァレクストラ（英語: Valextra）は、イタリア・ミラノに本社を置くファッションブランドである。主にバッグや財布などの高級皮革製品やアクセサリーを展開している。名前はイタリア語でスーツケースを意味する「ヴァリージャ（valigia）」と「エクストラ （extra）」からできたかばん語である。

## 歴史
ヴァレクストラは、1937年にミラノのサンバビラ広場でGiovanni Fontanaによって設立された。 設立当初からワニ、カバ、ゾウ皮などのエキゾチックな皮を用いてラゲッジ、ハンドバッグ、アクセサリーを作成することを専門としていたが、第二次世界大戦後には、起業家や航空旅行者向けのラゲッジを展開するようになった。
1940年代から1970年代まで、ヴァレクストラのハンドバッグやラゲッジは有名人や裕福な顧客によって頻繁に購入されており、その中にはジャンニ・アニェッリ、グレース・ケリー、アリストテレス・オナシス、ジャクリーン・ケネディ・オナシスもいた。1980年代から1990年代にかけては、カルティエ、ダンヒル、アルマーニ向けに革製品の生産を開始した。
2000年、エマヌエーレ・カルミナティ・モリーナ氏によって買収された。
2013年、株式の60%を持っており、拠点をロンドンに置く民間投資会社NEO Capitalが購入した 。NEO Capitalは5～10年以内に株式公開を開始する予定である。。現在のCEOはXavier Rougeaux氏である。
2017年には、フォトグラフィックプロジェクトを開始した。このプロジェクトはマルコ・ピエトラクパによって開始された。プロジェクトはお気に入りのヴァレクストラの製品とミラノ企業のステージとなっている場所との視覚的な対話に取り組むことが主である。毎週ヴァレクストラのホームページやSNSで確認することが出来る。

## 製品へのこだわり
ヴァレクストラの製品は全てイタリア製である。製品は職人によりイタリアの工場で手作りされており、各バッグには、その製作を監督した職人の個々の職人番号が記載されている。
1937年に会社が最初に製造した製品のいくつかは現在でも生産されており、そのクリーニングや修理は購入から生涯にわたり提供される。また、顧客の好みに合わせてカスタムメイドのラゲッジやハンドバッグを製造するサービスも提供している。
特徴とする軽量さ、グラフィック、エッセンシャルなシルエットは、ブランドのデザイン理念に由来する。控えめなデザインでありながら、大胆で型にはまらない点が特徴である。設立当初からモダニズムで装飾は最低限に抑えられ、審美的にミニマルで控えめであるという評判があり、ニューヨーク・タイムズは「洗練された（そして）控えめに表現された」 、ロンドン・イブニング・スタンダードは「エレガントで控えめに表現された」と表現した。製品は特殊なエンジニアリングと技術、モデリング幾何学的輪郭、折り畳み構造、非対称フレーム、シャープな角度など、様々な技術を駆使して製造されている。
製品に購入者のイニシャルを刻み、自分だけのオリジナルアイテムにすることが可能で、刻印はゴールド、シルバーから選ぶことができる。
ルイ・ヴィトンやゴヤールなどとは異なり、ブランドのロゴが表面に印された製品は製造しておらず、ロゴは製品の内側にのみ刻印される。
ヴァレクストラはしばしば「イタリアのエルメス」と呼ばれる。 

## ショップ
旗艦店はミラノのマンゾーニ通りにあり、本社も入居している1850年代建築の建物の中にある。海外にも出店しており、日本で13店舗、韓国で6店舗、中国本土と香港で4店舗を展開しているほか、ニューヨークのバーニーズ・ニューヨーク 、ロンドンのハロッズ（男性）やドーバーストリートマーケット（女性）、パリのボン・マルシェ百貨店、カナダのホルトレンフルーなどのデパート内にも出店している。 2016年9月、ロンドンのメイフェア地区にあるマウントストリートに新たな店舗がオープンした。

## その他
イタリアの銀行家ロベルト・カルヴィがアンブロシアーノ銀行破綻中の1982年6月にロンドンでブラックフライアーズ橋の下に吊されて殺害された際、黒いヴァレクストラのスーツケースが発見された。 